# 39-й меридіан східної довготи
39-й меридіан східної довготи — лінія довготи, що лежить на 39 градусів східніше Гринвіцького меридіана. Вона проходить від Північного полюса через Північний Льодовитий океан, Європу, Азію, Африку, Індійський океан, Південний океан та Антарктиду до Південного полюса.
39-й меридіан східної довготи формує велике коло разом із 141-шим меридіаном західної довготи.

## Список географічних об'єктів, що перетинає 39° сх. д.
Починаючи на Північному полюсі та рухаючись до Південного полюса, 39-й меридіан східної довготи проходить через:
| Координати                                                 | Країна, територія або море | Примітки                                                |
| ---------------------------------------------------------- | -------------------------- | ------------------------------------------------------- |
| 90°0′ пн. ш. 39°0′ сх. д. / 90.000° пн. ш. 39.000° сх. д.  | Північний Льодовитий океан |                                                         |
| 80°23′ пн. ш. 39°0′ сх. д. / 80.383° пн. ш. 39.000° сх. д. | Баренцове море             |                                                         |
| 68°33′ пн. ш. 39°0′ сх. д. / 68.550° пн. ш. 39.000° сх. д. | Росія                      | Проходить через Кольський півострів                     |
| 68°6′ пн. ш. 39°0′ сх. д. / 68.100° пн. ш. 39.000° сх. д.  | Біле море                  |                                                         |
| 64°43′ пн. ш. 39°0′ сх. д. / 64.717° пн. ш. 39.000° сх. д. | Росія                      |                                                         |
| 49°48′ пн. ш. 39°0′ сх. д. / 49.800° пн. ш. 39.000° сх. д. | Україна                    | Луганська область Донецька область — приблизно на 15 км |
| 47°52′ пн. ш. 39°0′ сх. д. / 47.867° пн. ш. 39.000° сх. д. | Росія                      | Проходить східніше Таганрога                            |
| 47°16′ пн. ш. 39°0′ сх. д. / 47.267° пн. ш. 39.000° сх. д. | Азовське море              | Таганрозька затока                                      |
| 46°59′ пн. ш. 39°0′ сх. д. / 46.983° пн. ш. 39.000° сх. д. | Росія                      | Проходить східніше Краснодара                           |
| 44°9′ пн. ш. 39°0′ сх. д. / 44.150° пн. ш. 39.000° сх. д.  | Чорне море                 |                                                         |
| 41°2′ пн. ш. 39°0′ сх. д. / 41.033° пн. ш. 39.000° сх. д.  | Туреччина                  |                                                         |
| 36°42′ пн. ш. 39°0′ сх. д. / 36.700° пн. ш. 39.000° сх. д. | Сирія                      |                                                         |
| 33°28′ пн. ш. 39°0′ сх. д. / 33.467° пн. ш. 39.000° сх. д. | Ірак                       |                                                         |
| 33°9′ пн. ш. 39°0′ сх. д. / 33.150° пн. ш. 39.000° сх. д.  | Йорданія                   |                                                         |
| 32°0′ пн. ш. 39°0′ сх. д. / 32.000° пн. ш. 39.000° сх. д.  | Саудівська Аравія          |                                                         |
| 22°42′ пн. ш. 39°0′ сх. д. / 22.700° пн. ш. 39.000° сх. д. | Червоне море               |                                                         |
| 21°59′ пн. ш. 39°0′ сх. д. / 21.983° пн. ш. 39.000° сх. д. | Саудівська Аравія          |                                                         |
| 21°50′ пн. ш. 39°0′ сх. д. / 21.833° пн. ш. 39.000° сх. д. | Червоне море               |                                                         |
| 17°7′ пн. ш. 39°0′ сх. д. / 17.117° пн. ш. 39.000° сх. д.  | Еритрея                    | Проходить східніше Асмери                               |
| 14°35′ пн. ш. 39°0′ сх. д. / 14.583° пн. ш. 39.000° сх. д. | Ефіопія                    |                                                         |
| 3°32′ пн. ш. 39°0′ сх. д. / 3.533° пн. ш. 39.000° сх. д.   | Кенія                      |                                                         |
| 4°31′ пд. ш. 39°0′ сх. д. / 4.517° пд. ш. 39.000° сх. д.   | Танзанія                   |                                                         |
| 5°27′ пд. ш. 39°0′ сх. д. / 5.450° пд. ш. 39.000° сх. д.   | Занзібарська протока[en]   | Проходить західніше острова Унгуджа                     |
| 6°27′ пд. ш. 39°0′ сх. д. / 6.450° пд. ш. 39.000° сх. д.   | Танзанія                   |                                                         |
| 11°10′ пд. ш. 39°0′ сх. д. / 11.167° пд. ш. 39.000° сх. д. | Мозамбік                   |                                                         |
| 17°0′ пд. ш. 39°0′ сх. д. / 17.000° пд. ш. 39.000° сх. д.  | Індійський океан           |                                                         |
| 60°0′ пд. ш. 39°0′ сх. д. / 60.000° пд. ш. 39.000° сх. д.  | Південний океан            |                                                         |
| 69°55′ пд. ш. 39°0′ сх. д. / 69.917° пд. ш. 39.000° сх. д. | Антарктида                 | Проходить через Землю Королеви Мод (претендує Норвегія) |